# Autumn Kent
Autumn Kent es una matemática estadounidense especializada en topología y geometría. Es profesora asociada de matemáticas y Vilas Associate en la Universidad de Wisconsin. Es una mujer transgénero y promotora de los derechos trans. En 2019, recibió una beca Simons.

## Educación
Kent recibió su BA de la Universidad de Carolina del Norte en Asheville en 1999. Originalmente, había planeado convertirse en maestra de inglés en la escuela secundaria, pero cambió a especializarse en matemáticas y literatura. Obtuvo su Ph.D. bajo el asesoramiento de Cameron McAllan Gordon en la Universidad de Texas en Austin en 2006; su disertación se tituló Geometría y álgebra de 3 variedades hiperbólicas. Después de un puesto de cuatro años como profesora asistente de Matemáticas de Tamarkin en la Universidad de Brown, se unió a la facultad de la Universidad de Wisconsin-Madison en 2010. Se convirtió en profesora asociada en 2016.

## Carrera profesional
Kent ha publicado más de 20 artículos en varias revistas, principalmente sobre topología de baja dimensión y teoría de nudos. Muchos de estos se publicaron con su nombre anterior, o nombre muerto, antes de que se declarara transgénero.
En 1999, Kent ganó el premio Frank Gerth Dissertation Award. En 2014, recibió un premio NSF Career Award para estudiar módulos de superficies Riemann. En 2015 y 2016, fue becaria von Neumann en el Instituto de Estudios Avanzados. Fue nombrada Asociada de Vilas en la Universidad de Wisconsin-Madison para 2018 y 2019. En 2019, recibió una beca Simons.
Kent es miembro del Comité de Política y Defensa de la Asociación de Mujeres en Matemáticas. Además, participó en el panel de discusión de la Asociación para Mujeres en Matemáticas que promueve la inclusión en STEM en la Reunión Conjunta de Matemáticas de 2019. Con Harrison Bray, organizó la conferencia LG&TBQ+ en la Universidad de Míchigan para fomentar la colaboración entre matemáticos LGBTQ + que trabajan en geometría, topología y sistemas dinámicos con fondos del NSF Career Award de Kent.